# Corona 87
Corona 87 – amerykański satelita rozpoznawczy do wykonywania zdjęć powierzchni Ziemi. Dwunasty statek serii KeyHole-4A tajnego programu CORONA. Misja powiodła się częściowo. W drugiej połowie czasu trwania misji orbita statku stała się niestabilna, co wymusiło wcześniejszy powrót kapsuł na Ziemię. Kapsułę nr 1 (SRV 651) przechwycono w powietrzu nad Oceanem Spokojnym 20 października 1964. Kapsułę nr 2 wyłowiono z Pacyfiku 23 października.

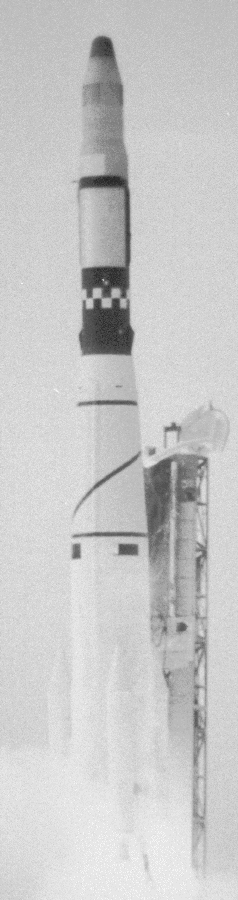
Start rakiety Thor Agena D z satelitą Corona 87